# 一揆
一揆（いっき）とは、日本において、一つの目的のために成立した集団の組織またはその行動を意味した概念。
一揆の史学における研究は、中世の一向一揆や土一揆などから深められたため、民衆の一揆として捉えられ、領主（支配者）から禁じられるべきもので、民集の結合や暴動であるというイメージで捉えられるようになったとの指摘がある。しかし、例えば肥前松浦党は一揆契諾書に署名して結束を確認していた。日本史研究の初期の歴史学ではこれらの武士の結合は「党」（肥前国の松浦党や紀伊国の隅田党など）と呼び、一揆とは異なる継続的な政治的組織として分けて考えていた。これに対しては勝俣鎮夫などから中世の一揆について必ずしも反権力的なものに限られず、むしろ特定の作法や儀礼によって結ばれた組織であると主張されるようになった。また、近世の一揆についても、『編年百姓一揆史料集成』での調査から江戸時代の百姓一揆に武器が携行・使用された例は全体の1%弱であることがわかっている。こうしたことから歴史学における一揆のイメージの転換も示唆されるようになっている。
なお、ドイツ語のPutschの訳語としても使われる（カップ一揆や、ミュンヘン一揆など）。

## 概要
日本においては平安時代には単に同一であるという意味で使用されていた。院政期には延暦寺や東大寺、興福寺など、寺の僧が集まって決議を行い、これを一揆契約と称した。例えば元暦元年（1184年）には永久寺で「満山一揆之起請」がなされたという史料がある。
鎌倉時代には「心を一つにする」「同心する」といった意味合いで使われ、「一揆」は動詞的に用いられていた。また、同時代には易占の結果や意見が一致するという用例も見られた。鎌倉時代になっても一揆が組織体という捉え方は希薄で、一つになっていること、同心していることを象徴的に示す意味が強かった。
こうした状況は南北朝時代に大きく変化し、寺社、武家、村落など様々な形で組織としての一揆が登場するようになった。武士の一揆としては、文和4年（1355年）2月25日の足利尊氏近習馬廻衆連署一揆契状のように足利尊氏の親衛隊が結んだような軍団の一揆がある。また、惣領庶子の和合や団結等の盟約、惣領家の推戴や牽制の目的で一族一揆と呼ばれる一揆が結ばれることがあった。また、中小の武士層が地域集団を結成した国人一揆もみられた。
肥前国の松浦党は南北朝時代には上松浦党と下松浦党に分かれたが、このうち下松浦党の応安6年（1373年）、永徳4年（1384年）、嘉慶2年（1388年）、明徳3年（1392年）の一揆契諾書が現存しており、足利将軍家への忠節、争いの話し合いでの解決、夜盗・強盗・窃盗等の取り締まり、年貢や領地の争いは話し合って多数決で決めることなど取り決め署名を行っている。
百姓を中心とする一揆は南北朝後期に荘園単位の荘家の一揆が起きていた。その後、時代が進んで土一揆が登場したが、荘家の一揆が荘園単位だったのに対し、土一揆は京都などの都市で発生した。
戦国時代になると新たな形態の武家の一揆が出現し、室町時代後半に出現した一向一揆に加えて法華宗の一揆も出現した。さらに戦国時代には広い地域で武士のほか百姓や寺社などが、有力武士を中心に結合して一揆を行う惣国一揆も発生した。
江戸時代に入ると仁政と武威の二つの政治理念の下で、人々は暴力を封印し、幕藩領主に恐れながら訴える訴願が有効と考えられるようになった。『編年百姓一揆史料集成』で江戸時代に日本全国で発生した百姓一揆（徒党・強訴・逃散）と打ちこわしを調査したところ、武器の携行・使用があった事例は14件（0.98%）しかなく、14件のうち18世紀に発生したものは1件しかなかったことが明らかになっている。特に江戸初期には要求を通すためには武装蜂起よりも訴願の方が有効と考えられ、暴力・放火・盗みなどを禁じる百姓一揆の作法が創られ遵守されていた。そのため「百姓一揆とは、同時期のアジア・ヨーロッパに例を見ない、江戸時代特有の社会文化であった」という指摘がある。

## 形式
一揆では一般に一味神水という特定の作法や儀礼が行われたが、その非日常性から、一揆の特徴についてこのような儀礼により結び付いた組織である点を重視する学説がある。一揆では結集の目的を神に誓約する起請文が書かれ、参加者全員で一揆契状を作成して署名する。この一揆契状を焼いて灰にし、水に溶かして飲む儀礼を一味神水という。
近世期は庶民の識字能力向上にともない、大量の文書が作られるようになるが、百姓一揆においても支配者の口約束は信じず、必ず文書の一札を求めるようになった点に中世期との相違がある。

## 歴史

### 中世
南北朝時代になると、武家の組織を指して一揆と呼ぶ事例が増加した。『太平記』では白旗一揆、赤旗一揆、平一揆などの一族一揆が見られ、室町幕府が一揆に対して命令を下す事例も見られる。この頃には荘園の農民が要求を通すために行う「荘家の一揆」という用法も生まれた。また康暦の政変において、管領細川頼之の更迭を求めて将軍御所を包囲した（御所巻）守護大名たちは「一揆衆」と表現されている。いずれも武装はしていても戦闘に及ぶことは稀であった。

#### 室町時代の一揆
金融の発達により、金融業者である酒屋や土倉が富を得るようになると、この借金の棒引きを求めて、武士や浪人を指導層とし、一般庶民が加わった一揆、土一揆、または徳政一揆が頻発することになる。1428年（正長元年）には尋尊によって「日本開白以来、土民の蜂起之初めなり。」と評された「正長の土一揆」が発生している。1450年代から1460年代は特に土一揆が頻発し、三年に一度は発生するようになった。
また武士層の一揆も続けて行われているが、研究上では一般に国人一揆と呼ばれる。これら武家の一揆には、他の参加者を圧倒する正統性や武力を持つ指導者が存在せず、一揆契状に見られるように、局地的には全参加者が平等で民主的な合議制の場合が多く、それ故に迅速で統一的な指導者が存在せず、大部分は一時強勢を誇っても内部分裂等で弱体化し、個別に撃破される場合がほとんどであった。しかし、中には守護など上位者が、地域の中小武士に斡旋して一揆を組織させ、実質上の家臣団として編成する例も見られる。応仁の乱後には広い範囲で国人が集結する山城の国一揆、伊賀惣国一揆、甲賀郡中惣などの国一揆が畿内で発生する。

#### 戦国時代の一揆
また、この時代は寺社も領主であったことを背景に、寺社を基盤とした一揆もつくられ、浄土真宗の本願寺派や高田派、法華宗などの門徒が、自らが属する教団を中心として起こした一揆も形成された。特に著名なのが浄土真宗本願寺派の一向一揆で、加賀国（石川県）では、室町時代に応仁の乱で東軍に属した守護の富樫氏を追放し、戦国時代まで100年近くに亘って一揆勢が共和国的な体制を維持していた（加賀一向一揆）。ただし、これらの一揆の構成はかなり複雑で、門徒以外の参加者も多くおり、同時代では「土一揆」と変わらないものとみられていたこともある。
戦国時代末期には武士の集団を一揆と呼ぶことはほとんど無くなり、土民・百姓の集団を指す用語となる。しかし武士の一揆が消滅したわけではなく、戦国大名権力の中で形を変えて存続したと見られている。

### 近世

#### 江戸時代の一揆
1637年（寛永14年）の島原の乱以降、江戸幕府は百姓が徒党を組むことを禁じ、一揆は禁じられた。農民たちは自分たちの行為を「一揆」とは決して呼ばなかったが、農民たちが要求を通すために徒党を組む「百姓一揆」は継続して行われた。

#### 形態
近世の百姓一揆には次のような形態があった。
- 暴動 - 農民の暴力的蜂起[18]
- 逃散 - 一家または村全体が他所に逃げ出すこと[18]
- 越訴 - 制度的な手順に従わずに上級の役人に訴えること[18]
- 強訴 - 多数の農民が城下や代官所などに押しかけて訴えること[18]
- 打ちこわし[18]

#### 変遷
江戸時代前期には、直訴や逃散など武力を用いない一揆が主に行われた。中期には全藩一揆や惣百姓一揆、強訴などと呼ばれる大規模な蜂起が主流となる。何万人といった百姓が集結する大規模なものであるが、家屋を少し傷つけたりする程度で、放火や略奪・殺傷などは厳しく統制されていた。また、刀狩以降も大量の武器を保有していたのにもかかわらず、農民が武装することはなく、鎌や鍬などの農具を持ち、鉄砲や竹槍を攻撃のために使用することはほとんどなかった。このため対応する武士側も原則的に強硬な対応は取れず、鉄砲を用いるのには幕府の許可が必要とされた。一揆の発生は幕府から統治の失敗と見られることもあり、最悪の場合は領主の処罰や改易の恐れもあった。このため領主側も対応には穏便な対応を取らざるを得なかった。百姓一揆の闘争形態の分類として、代表越訴、惣百姓一揆、村方騒動、国訴などが挙げられる。
江戸時代後期の天明・天保年間には再び広域の一揆が多発した。武州騒動では無宿など「悪党」と呼ばれる集団に主導され、武器を携行し打ち壊しのみならず、強盗や放火など、百姓一揆の作法から逸脱した行為を行う形態の一揆も見られたとされる。ただし、武器を使用したという記録は幕府側にしか無く、保坂智は幕府が銃撃して鎮圧したことを正当化するためのものではないかと指摘している。幕末には世直し一揆が各地で発生している。
呉座勇一は当時一般の百姓が「武士は百姓の生活がきちんと成り立つように良い政治を行う義務がある」と考えており、政治参加や体制変革の意識自体がなかったため、百姓一揆は反体制運動ではないことを指摘している。與那覇潤は「政治は全てお上におまかせ、ただし増税だけは一切拒否」と表現している。
幕府では一揆を未然に防ぐため、盛況すぎる盆踊りを規制するなどしていた。

### 明治時代の新政反対一揆
明治時代初期には新政府の政策に反対する徴兵令反対一揆や解放令反対一揆といった新政反対一揆、地租改正反対一揆が起こる。竹槍などで武装した一揆が発生するのはこの頃であり、明治6年の筑前竹槍一揆や地租引き下げに成功した際の「竹槍でドンと突き出す二分五厘」という川柳からも竹槍が主要な武器として使用されたことがわかる。鉄砲や刀も使用され、新政府の役人が殺害される例も見られる。これらの一揆は明治十年代には沈静化し、自由民権運動が活発化すると百姓一揆は古い型の運動であると否定的に見られるようになり、「竹槍筵旗」という言葉で表現されるようになった。

## 著名な一揆の一覧

### 室町時代
- 徳政一揆
  - 1428年（正長元年）：正長の土一揆
  - 1441年（嘉吉元年）：嘉吉の徳政一揆
  - 1462年（寛正3年）：寛正の土一揆
- 1400年（応永7年）：大文字一揆
- 1418年（応永25年）：上総本一揆
- 1429年（永享元年）：播磨国一揆
- 1465年（寛正6年）：額田郡一揆
- 1485年（文明17年）：山城国一揆

### 戦国・安土桃山時代
- 宗教一揆
  - 1479年（文明11年）～1576年（天正4年）： 越中一向一揆
  - 1488年（長享2年）～1580年（天正8年）： 加賀一向一揆
  - 1563年（永禄6年）：三河一向一揆
  - 1570年（永禄13年）：長島一向一揆
  - 1574年（天正2年）：越前一向一揆
  - 1577年（天正5年）頃： 雑賀一向一揆
  - 1532年（天文1年）～1536年（天文5年）：法華一揆
- 武士による蜂起
- 1578年（天正6年）：伊賀惣国一揆
- 1585年（天正13年）：祖谷山一揆
- 1586年（天正14年）：北山一揆
- 1587年（天正15年）：肥後国人一揆
- 1589年（天正17年）：天草国人一揆
- 1590年（天正18年）：葛西大崎一揆
- 1590年（天正18年）：和賀・稗貫一揆
- 1590年（天正18年）：仙北一揆
- 1592年（文禄元年）：梅北一揆
- 1594年（文禄3年）：金山一揆
- 1600年（慶長5年）：岩崎一揆
- 1600年（慶長5年）：浦戸一揆

### 江戸時代
- 1603年（慶長8年）：滝山一揆
- 1608年（慶長13年）：山代慶長一揆
- 1614年（慶長19年）：北山一揆
- 1615年（慶長20年）：紀州一揆
- 1620年（元和6年）：祖谷山一揆
- 1637年（寛永14年）：島原の乱
- 1652年（承応元年）：小浜藩領承応元年一揆
- 1677年（延宝5年）：郡上一揆(延宝)
- 1686年（貞享3年）：貞享騒動（加助騒動）
- 1690年（元禄3年）：山陰・坪谷村一揆
- 1720年（享保５年）：南山御蔵入騒動
- 1722年（享保7年）：越後質地騒動
- 1726年（享保11年）：山中一揆（美作津山八千人暴動）
- 1729年（享保14年）：岩代五十四ヶ村農民暴動
- 1739年（元文4年）：元文一揆（勘右衛門騒動）
- 1745年（延享2年）：神尾若狭守増徴反対一揆
- 1748年（寛延2年）：姫路藩寛延一揆
- 1748年（寛延2年）：寛延の百姓騒動[30]
- 1753年（宝暦3年）：籾摺騒動
- 1754年（宝暦4年）：郡上一揆
- 1761年（宝暦11年）：上田騒動
- 1764年（明和元年）：伝馬騒動
- 1768年（明和5年）：新潟明和騒動
- 1771年（明和8年）：虹の松原一揆
- 1771年（明和8年）：大原騒動
- 1781年（天明元年）：絹一揆
- 1786年（天明6年）：宿毛一揆
- 1793年（寛政5年）：武左衛門一揆
- 1804年（文化元年）：牛久助郷一揆
- 1811年（文化8年）：竹田一揆
- 1814年（文化11年）：北越騒動
- 1822年（文政5年）：洗馬騒動
- 1825年（文政8年）：赤蓑騒動
- 1831年（天保2年）：長州藩天保一揆
- 1836年（天保7年）：天保騒動（郡内騒動、甲斐一国騒動）
- 1838年（天保9年）：佐渡一国一揆
- 1842年（天保12年）：山城谷一揆
- 1842年（天保13年）：近江天保一揆
- 1847年（弘化4年）：三閉伊一揆
- 1856年（安政3年）：渋染一揆
- 1866年（慶應2年）：木曽騒動

### 明治時代
- 1869年（明治2年）：ばんどり騒動、高崎五万石騒動
- 1870年（明治3年）：松代騒動、中野騒動
- 1871年（明治4年）：美作騒擾
- 1872年（明治5年）：悌輔騒動
- 1873年（明治6年）：筑前竹槍一揆
- 1876年（明治9年）：伊勢暴動（東海大一揆）

## 備考
- 池上裕子は、「中世と近世の分かれ目は、中世的な一揆の掃滅後、すなわち、1575年8月の一向一揆の終幕にある」とし、今谷明もこれを支持している[31]。
- 近世日本の世直し一揆や打ち壊しといった民衆闘争は多くの場合、非宗教的で世界史上でも極めて稀な特殊性をもっているとする見解がある[32]。その原因として、神道に論理的骨組みをもった説（救世・救済思想といった考え）がなく、権力否定や世直しの方法を生み出すことができなかったため[32]であり、大塩平八郎の乱のように神道説の上に世直し観念が示されることはあったが、それ自体が運動の原理にはならず[33]、極めて非宗教的、つまり通俗道徳を盾にして支配者を批判するといったスタイルの闘争として組織された結果とされる[33]。
- 現代では、「一揆」と称する運動として、2025年3月、日本の農政の転換、具体的には、欧米並みの所得補償を求めることを目的に、「令和の百姓一揆」と称して、日本の一部の農家が東京にトラクターを結集してデモ行進をする運動への参加を呼び掛けている。確認できる予定としては全国14カ所で運動をする。[34][35]。

## 一揆を題材にした作品

### 書籍
- 『鮫』（真継伸彦、河出書房新社 1964年、のち文庫）
- 『無明』（真継伸彦、河出書房新社 1970年、のち文庫）
- 『義民が駆ける』（藤沢周平、中央公論社 1976年 のち講談社文庫、新潮文庫）
- 『秘聞一向一揆』（藤本泉、広済堂出版 1981年）
- 『南部一揆の旗』（小野寺公二、三一書房 1985年）
- 『山城国一揆』（東義久、図書出版文理閣 1990年）
- 『蓮如 夏の嵐』（岳宏一郎、毎日新聞社 1999年、のち講談社文庫）
- 『絹の筵旗 爆裂・正義なき上州一揆』（高橋直樹、祥伝社 1999年）
- 『出星前夜』（飯嶋和一、小学館 2008年、のち文庫）
- 『魂の沃野』（北方謙三、中央公論新社 2016年、のち中公文庫）
- 『おれは一万石 一揆の声』（千野隆司、双葉文庫 2018年）
- 『大一揆』（平谷美樹、KADOKAWA 2020年）

### 映画
- 『郡上一揆』（神山征二郎監督、2000年）
- 『新しき民』（山崎樹一郎監督、2015年）

### その他
- いっき（コンピュータゲーム）

ゲーム設定的には江戸時代の百姓一揆をモデルにしたもので、最大で2人で一揆を起こすゲームである。当時のコンピュータゲームの性能や周辺環境など要因はあるものの、「1人で一揆もできる（ただし設定上は2人で立ち向かっているとなっている）」「一揆であるのに、何故か敵が忍者である（一応腰元も出る）」など、実際の一揆とはかけ離れているところもある。その後、『いっき LEGEND OF TAKEYARI MASTER』として小説化された。

## 関連書籍
- 青木虹二 編集『百姓一揆総合年表』（三一書房、1971年）
- 青木虹二・保坂智 編集『編年百姓一揆史料集成』（三一書房、1971年 - ）
- 勝俣鎮夫 『一揆』 岩波書店、1982年 ISBN 4-00-420194-2
- 林基『百姓一揆の伝統』新評論社、1955年
- 佐々木潤之介『幕末社会論』塙書房
- 深谷克己監修 『百姓一揆事典』 民衆社、ISBN 4838309120
- 深谷克己『百姓一揆の歴史的構造』校倉書房
- 深谷克己『百姓成立』校倉書房
- 青木美智男『百姓一揆の時代』校倉書房
- 保坂智 『百姓一揆とその作法』 吉川弘文館、ISBN 4642055371
- 藤木久志 『刀狩り 武器を封印した民衆』 岩波書店〈岩波新書〉、2005年、ISBN 4-00-430965-4 C0221
- 新井孝重 『黒田悪党たちの中世史』 日本放送出版協会、2005年、ISBN 4-14-091035-6